# Alejandro Carnicero
Alejandro Carnicero (Íscar, 1693 – Madrid, 1756) è stato uno scultore spagnolo.

## Biografia
Fu allievo di José de Larra Domínguez a Salamanca, dove si conservano diverse sue opere. Qui, nella Cattedrale nuova di Santa Maria dell'Assedio, scolpì diverse opere di santi in pietra per la cupola progettata da Joaquín de Churriguera e la tavola di San Luca nel coro. Nella Plaza Mayor di Salamanca realizzo dei medaglioni scolpiti del Padiglione reale, dove sono rappresentati alcuni membri della corona spagnola. Altri luoghi in cui esistono le sue opere sono la Cattedrale di Oviedo, la Cattedrale di León, il Monastero reale di Santa Maria de Guadalupe a Cáceres, la Cattedrale di Plasencia e la Cattedrale di Coria. 
Ebbe tra i suoi allievi a Salamanca il giovane scultore Manuel Álvarez de la Peña.
Gli ultimi anni della sua vita li trascorse a Madrid, realizzando statue di monarchi spagnoli per il Palacio Real de Madrid. I suoi figli Antonio Carnicero e Isidro Carnicero furono entrambi artisti.